# Йосіда Цукаса
Цукаса Йосіда (яп. 芳田 司, нар. 5 жовтня 1995) — японська дзюдоїстка, бронзова призерка Олімппійських ігор 2020 року, триразова чемпіонка світу. 

## Спортивні результати на міжнародних змаганнях

### Виступи на Олімпіадах
| Змагання                    | Місце проведення | Вагова категорія | Місце |
| --------------------------- | ---------------- | ---------------- | ----- |
| Літні Олімпійські ігри 2020 | Токіо, Японія    | до 57 кг         | 2     |

### Виступи на Чемпіонатах світу
| Змагання                     | Місце проведення   | Вагова категорія | Місце  |
| ---------------------------- | ------------------ | ---------------- | ------ |
| Чемпіонат світу з дзюдо 2017 | Будапешт, Угорщина | до 57 кг         | Срібло |
| Чемпіонат світу з дзюдо 2018 | Баку, Азербайджан  | до 57 кг         | Золото |
| Чемпіонат світу з дзюдо 2019 | Токіо, Японія      | до 57 кг         | Срібло |

### Виступи на Чемпіонатах Азії
| Змагання                    | Місце проведення | Вагова категорія | Місце  |
| --------------------------- | ---------------- | ---------------- | ------ |
| Чемпіонат Азії з дзюдо 2017 | Гонконг          | до 57 кг         | Золото |